# Höhnhart
Höhnhart – miejscowość i gmina w Austrii, w kraju związkowym Górna Austria, w powiecie Braunau am Inn. Liczy 1,4 tys. mieszkańców.